# Liste der Baudenkmale in Friedland (Niederlausitz)
Die Liste der Baudenkmale in Friedland enthält alle Baudenkmale der brandenburgischen Gemeinde Friedland und ihrer Ortsteile. Grundlage ist die Landesdenkmalliste mit dem Stand vom 31. Dezember 2022. Die Bodendenkmale sind in der Liste der Bodendenkmale in Friedland (Niederlausitz) aufgeführt.

## Baudenkmale in den Ortsteilen
In den Spalten befinden sich folgende Informationen:
- ID-Nr.: Die Nummer wird vom Brandenburgischen Landesamt für Denkmalpflege vergeben. Ein Link hinter der Nummer führt zum Eintrag über das Denkmal in der Denkmaldatenbank. In dieser Spalte kann sich zusätzlich das Wort Wikidata befinden, der entsprechende Link führt zu Angaben zu diesem Denkmal bei Wikidata.
- Lage: die Adresse des Denkmales und die geographischen Koordinaten. Link zu einem Kartenansichtstool, um Koordinaten zu setzen. In der Kartenansicht sind Denkmale ohne Koordinaten mit einem roten beziehungsweise orangen Marker dargestellt und können in der Karte gesetzt werden. Denkmale ohne Bild sind mit einem blauen bzw. roten Marker gekennzeichnet, Denkmale mit Bild mit einem grünen beziehungsweise orangen Marker.
- Bezeichnung: Bezeichnung in den offiziellen Listen des Brandenburgischen Landesamtes für Denkmalpflege. Ein Link hinter der Bezeichnung führt zum Wikipedia-Artikel über das Denkmal.
- Beschreibung: die Beschreibung des Denkmales
- Bild: ein Bild des Denkmales und gegebenenfalls einen Link zu weiteren Fotos des Baudenkmals im Medienarchiv Wikimedia Commons

### Chossewitz
| ID-Nr.                           | Lage   | Bezeichnung | Beschreibung | Bild           |
| -------------------------------- | ------ | ----------- | --- | -------------- |
| 09115281 Wikidata                | (Lage) | Dorfkirche  | Die evangelische Kirche ist um 1730 aus Fachwerk erbaut worden. Der Altar wurde am Ende des 18. Jahrhunderts hergestellt. | weitere Bilder |
| 09115996 Teilobjekt zu: 09115281 | (Lage) | Orgel       | Die Orgel wurde um 1885 vom Orgelbauer Carl Arendt Züllichau erstellt.                                                    | BW             |

### Friedland
| ID-Nr.                           | Lage                       | Bezeichnung           | Beschreibung | Bild                  |
| -------------------------------- | -------------------------- | --------------------- | --- | --------------------- |
| 09115483 Wikidata                | (Lage)                     | Jüdischer Friedhof    | Der Jüdische Friedhof wurde vermutlich gegen Ende des 18. Jahrhunderts angelegt, als ein Viertel der Bevölkerung Friedlands jüdischen Glaubens war. Im Jahr 1934 hatten ihn Mitglieder der Reichsarbeitsdienst-Truppführerschule verwüstet. | weitere Bilder        |
| 09115175                         | Karl-Marx-Straße 37 (Lage) | Ackerbürgerhof        | Das Haus wurde 1822 errichtet und 1991 restauriert. | Ackerbürgerhof        |
| 09115176                         | Lindenstraße 16 (Lage)     | Poststation mit Hotel | Das Gebäude ist von 1876 mit Erweiterungen von 1900 datiert. Es ist ein elfachsiger, zweigeschossiger Bau mit Satteldach. | Poststation mit Hotel |
| 09115284 Wikidata                | Markt 1 (Lage)             | Pfarrkirche           | Die evangelische Kirche stammt im Ursprung aus dem 18. Jahrhundert. Zwischen 1825 und 1829 wurde sie im gotischen Stil umgebaut. | weitere Bilder        |
| 09115638 Teilobjekt zu: 09115284 | Markt 1 (Lage)             | Glocke                | | BW                    |
| 09115998 Teilobjekt zu: 09115284 | Markt 1 (Lage)             | Orgel                 | | BW                    |
| 09115374 Wikidata                | Pestalozzistraße 3 (Lage)  | Burg                  | Die Anlage entstand im 13. Jahrhundert als Wasserburg. Ab 1523 war die Burg Sitz des Johanniterordens. Im Jahre 1623 brannte die Burg, sie wurde anschließend zum Schloss umgebaut.                                                         | weitere Bilder        |

### Groß Briesen
| ID-Nr.                           | Lage                   | Bezeichnung                              | Beschreibung                                                     | Bild           |
| -------------------------------- | ---------------------- | ---------------------------------------- | ---------------------------------------------------------------- | -------------- |
| 09115379 Wikidata                | Groß Briesen 23 (Lage) | Dorfkirche und Einfriedung des Kirchhofs | Die Kirche ist im Jahre 1893 im neugotischen Stil erbaut worden. | weitere Bilder |
| 09116017 Teilobjekt zu: 09115379 | Groß Briesen 23 (Lage) | Orgel                                    |                                                                  | BW             |
| 09116018 Teilobjekt zu: 09115379 | Groß Briesen 23 (Lage) | Glocke                                   |                                                                  | BW             |

### Groß Muckrow
| ID-Nr.                           | Lage              | Bezeichnung | Beschreibung | Bild           |
| -------------------------------- | ----------------- | ----------- | --- | -------------- |
| 09115286 Wikidata                | Dorfstraße (Lage) | Dorfkirche  | Die Kirche entstand um das Jahr 1400. Im Inneren befindet sich ein hölzerner Kanzelaltar aus dem Jahre um 1780. | weitere Bilder |
| 09116000 Teilobjekt zu: 09115286 | Dorfstraße (Lage) | Orgel       | | BW             |

### Karras
| ID-Nr.   | Lage   | Bezeichnung                         | Beschreibung                                                                                      | Bild           |
| -------- | ------ | ----------------------------------- | ------------------------------------------------------------------------------------------------- | -------------- |
| 09115495 | (Lage) | Zollstation (Gasthaus „Postbrücke“) | Das Gasthaus liegt als ehemaliges Zollhaus direkt an der B 168, abseits des Ortskerns von Karras. | weitere Bilder |

### Klein Muckrow
| ID-Nr.            | Lage                    | Bezeichnung | Beschreibung | Bild           |
| ----------------- | ----------------------- | ----------- | --- | -------------- |
| 09115537 Wikidata | Klein Muckrow 26 (Lage) | Dorfkirche  | Die Fachwerkkirche wurde im Jahre 1777 erbaut. Es ist ein Fachwerkbau mit einem Dachturm, dieser ist verbrettert. | weitere Bilder |

### Niewisch
| ID-Nr.                           | Lage              | Bezeichnung                          | Beschreibung | Bild                                 |
| -------------------------------- | ----------------- | ------------------------------------ | --- | ------------------------------------ |
| 09115283 Wikidata                | Niewisch (Lage)   | Dorfkirche                           | Die Kirche wurde 1786 erbaut, wobei Teile des Vorgängerbaues verwendet wurden. Im Kern ist ein spätgotischer Bau aus der Spätgotik. Die Ausstattung ist einheitlich, sie besteht aus Kanzelaltar und die Emporen. | weitere Bilder                       |
| 09115997 Teilobjekt zu: 09115283 | Niewisch (Lage)   | Orgel                                | | BW                                   |
| 09115463                         | Niewisch 9 (Lage) | Transformatorenhaus und Spritzenhaus | Das Transformatorenhaus wurde 1924 erbaut. | Transformatorenhaus und Spritzenhaus |
| 09115922 Teilobjekt zu: 09115463 | Niewisch 9 (Lage) | Spritzenhaus                         | Das Spritzenhaus wurde wahrscheinlich in der zweiten Hälfte des 19. Jahrhunderts erbaut. Es wurde massiv aus Feldstein erbaut und trägt ein Satteldach.                                                           | BW                                   |

### Reudnitz
| ID-Nr.                           | Lage              | Bezeichnung                                               | Beschreibung                                                                                             | Bild           |
| -------------------------------- | ----------------- | --------------------------------------------------------- | --- | -------------- |
| 09115462 Wikidata                | Dorfstraße (Lage) | Dorfkirche und Grabmal mit Vasenaufsatz, auf dem Friedhof | Die Kirche stammt aus der Mitte des 18. Jahrhunderts. Das Grabmal auf dem Friedhof wurde 1790 errichtet. | weitere Bilder |
| 09115921 Teilobjekt zu: 09115462 | Dorfstraße (Lage) | Grabmal                                                   | Das Grabmal wurde 1790 errichtet.                                                                        | BW             |
| 09116032 Teilobjekt zu: 09115462 | Dorfstraße (Lage) | Orgel                                                     | Die Orgel wurde von den Gebrüdern Dinse erstellt.                                                        | BW             |
| 09115584 Teilobjekt zu: 09115462 | Dorfstraße (Lage) | Glocke                                                    | | BW             |